# Frank Ripploh
Frank Ripploh (también conocido como Peggy von Schnottgenberg) (Rheine, Westfalia, 2 de septiembre de 1949 - Ídem, 24 de junio de 2002) fue un actor, guionista y director alemán.

## Biografía
Ripploh alcanzó la fama con su película Taxi zum Klo (Taxi al W.C.; 1980), en la que él mismo era protagonista, guionista y director. Ripploh trabajaba en Berlín como profesor de una Hauptschule y había salido del armario por propia voluntad apareciendo en un reportaje de la revista Stern publicado el 5 de octubre de 1978, lo que tuvo como consecuencia que estaba previsto que fuese disciplinado por las autoridades escolares. Tras el estreno de su película, se convirtió instantáneamente en una celebridad y su película en una obra de culto en la era anterior al sida. La película, rodada con un presupuesto de 100 000 DM, consiguió el premio Max Ophüls en 1981.
Taxi al W.C. no fue su primera película, ya que había trabajado con el seudónimo de Peggy von Schnottgenberg como antologista de historias cortas y actor en las películas Axel von Auersperg y Monolog eines Stars («Monólogo de una estrella») de Rosa von Praunheim, así como en dos películas de Ulrike Ottinger, Betörung der blauen Matrosen («Fascinación del marinero azul») y Madame X, junto con Tabea Blumenschein, que aparecería luego en un papel en Taxi al W.C..
En 1978 Ripploh había levantado algo de interés con un espectáculo de diapositivas bajo el título Blutsturz oder wie ein Stern in der Nacht («Derrame sanguíneo o como una estrella en la noche») que se pudo ver durante una semana en el Capitol Dahlem, un cine alternativo en los alrededores de la Universidad Libre de Berlín. En 1979 actuó en un pequeño papel en Execution - A Study of Mary («Ejecución: un estudio de María») bajo la dirección de Elfi Mikesch y en 1982 en Querelle, la última película de Rainer Werner Fassbinder, con el que ya había trabajado en un pequeño papel de gánster en 1982 en Kamikaze 1989, una película de ciencia ficción policíaca.
De 1992 a 1994 colaboró por libre como crítico de cine y realizando entrevistas para las revistas Stern y Die Woche. En sus últimos años alquilaba películas de lucha libre y produjo la película pornográfica Strip & Fick. En 2002 falleció de cáncer.
Rosa von Praunheim escribió en su obituario: 

… Er war … eine bösartige Tucke und trotzdem habe ich ihn eine Zeitlang sehr geliebt. Er hatte … einen rabenschwarzen Humor und wir lachten uns oft tot über die Fehler unserer Liebhaber.
[...] Era [...] una mariquita mala y a pesar de ello le amé durante algún tiempo. Tenía [...] un humor más negro que la pez y a menudo nos moríamos de risa sobre los errores de nuestros amantes [...]
Rosa von Praunheim, 2002

## Filmografía (selección)
- 1974: Axel von Auersperg (actor)
- 1975: Monolog eines Stars (actor)
- 1975: Betörung der blauen Matrosen (actor)
- 1977: Madame X (actor y asistente de dirección)
- 1979: Execution - A Study of Mary (actor)
- 1980: Taxi zum Klo (guionista, director, protagonista)
- 1982: Querelle (actor)
- 1982: Kamikaze 1989 (actor)
- 1986: Miko – Aus der Gosse zu den Sternen (director y actor)
- 1987: Taxi nach Kairo (director y actor)
- 2001: Strip & Fick (director y productor)